# St. Mauritius (Rubenheim)

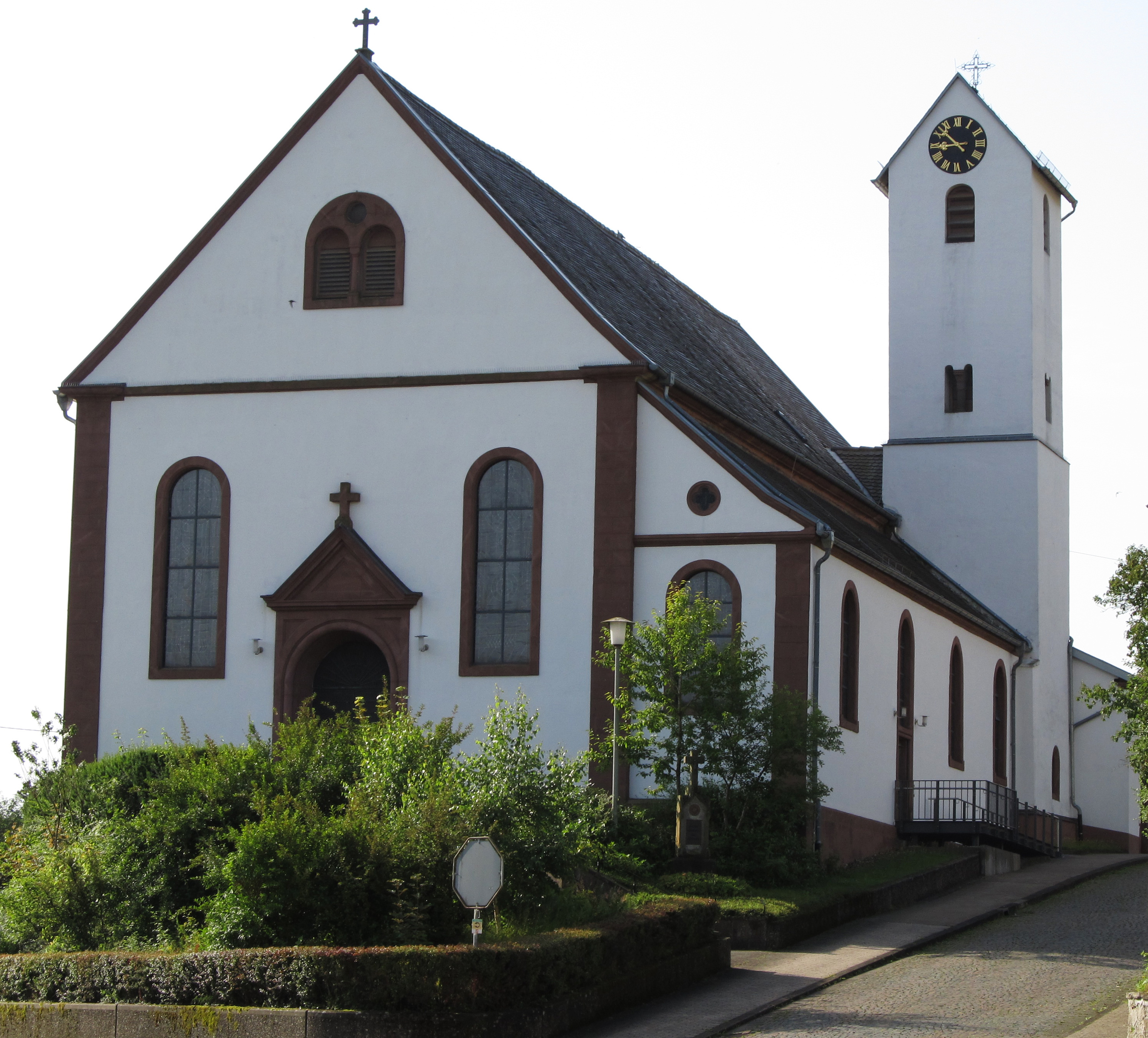
Die katholische Pfarrkirche St. Mauritius in Rubenheim

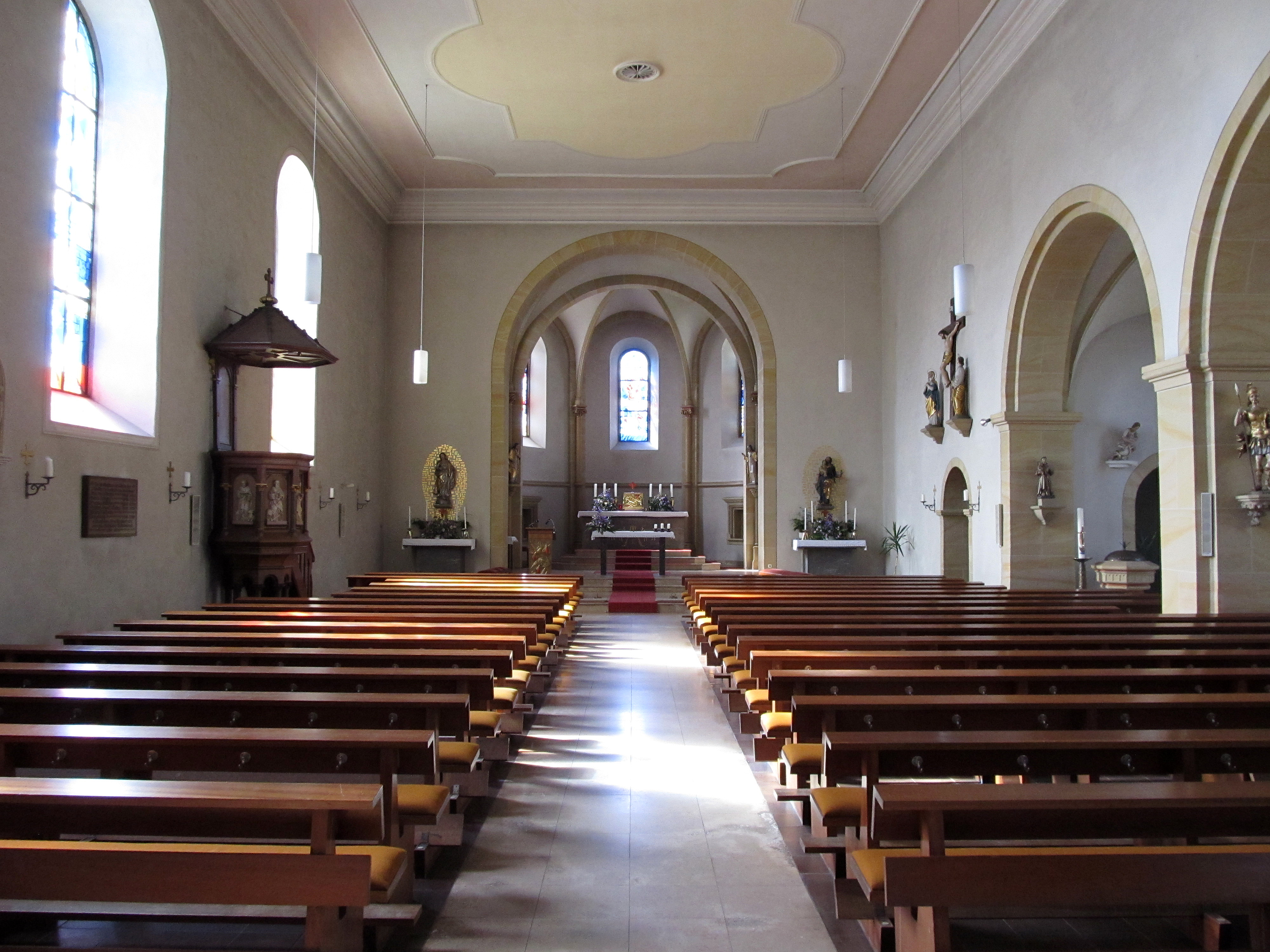
Blick ins Innere der Kirche

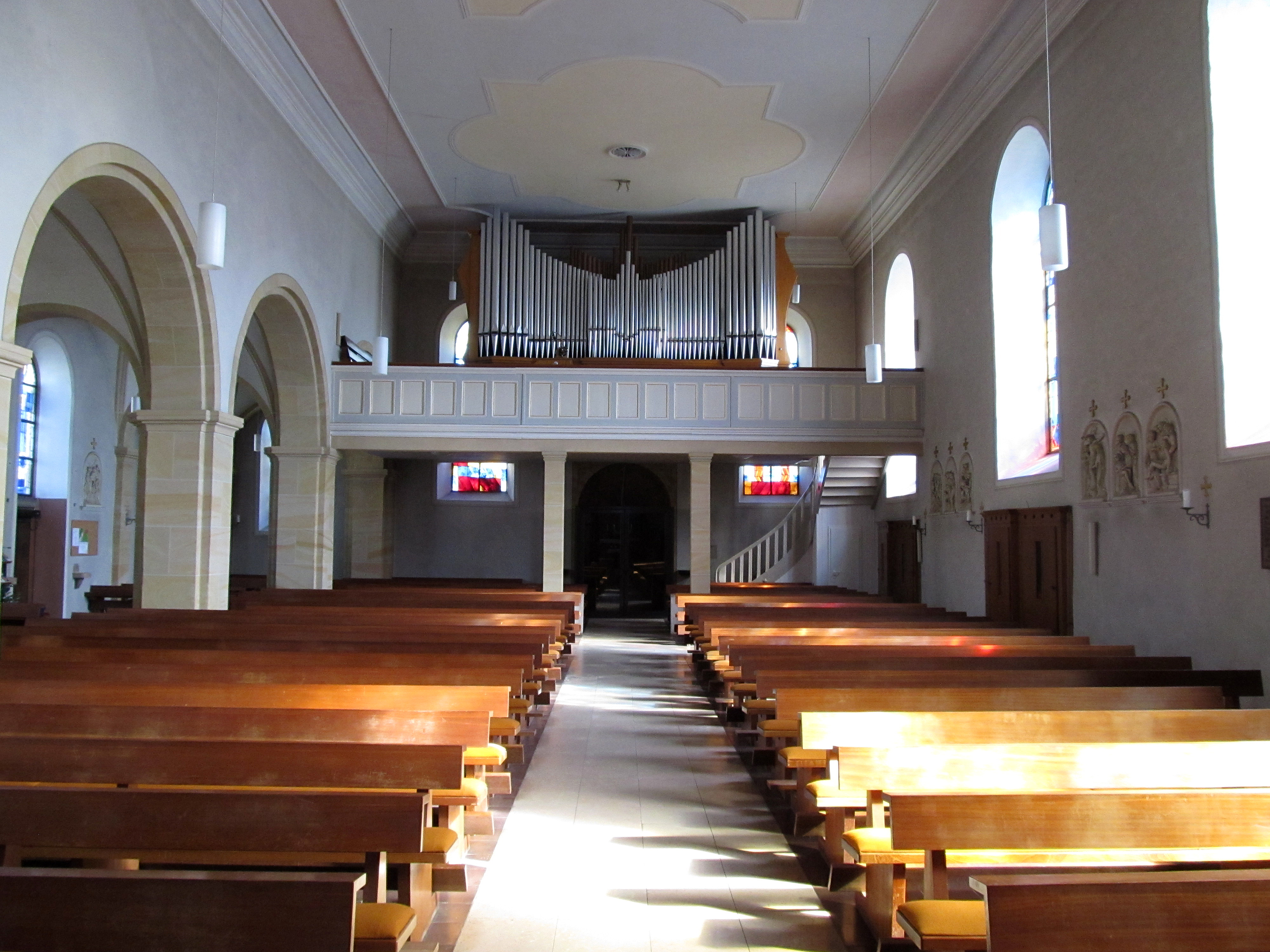
Blick vom Altarraum in Richtung Empore und Orgelprospekt

Die Kirche St. Mauritius ist eine katholische Pfarrkirche in Rubenheim, einem Ortsteil der Gemeinde Gersheim. Kirchenpatron ist der heilige Mauritius. In der Denkmalliste des Saarlandes ist die Kirche als Einzeldenkmal aufgeführt.

## Geschichte
Erbaut wurde das ursprüngliche, romanische Kirchengebäude um das Jahr 1000.
Im 13. Jahrhundert erhielt das Gotteshaus einen Turm mit Satteldach und diente als Wehrkirche. 1768 wurde der Turm erhöht, wobei das alte Satteldach beibehalten wurde. 1778/79 erfolgte eine Erweiterung des Kirchenschiffes durch den Anbau eines barocken Saales. 1895 kam es zu einer erneuten Erweiterung, bei der nach Plänen des Architekten Wilhelm Schulte sen. ein Chor im neuromanischen Stil angebaut wurde. 1927/28 wurde westlich ein Seitenschiff angefügt. Nach Zerstörungen im Zweiten Weltkrieg erfolgte 1948–60 der Wiederaufbau nach Plänen des Architekten Albert Boßlet (Würzburg). 1985 und 2006 wurde die Kirche restauriert.

## Orgel
Die Orgel wurde 1954 von der Firma Gebr. Späth Orgelbau (Mengen) gebaut. Das Kegelladen-Instrument mit 23 Registern, verteilt auf 2 Manuale und Pedal, ist auf einer Empore aufgestellt und besitzt einen freistehenden Spieltisch. Die Spiel- und Registertraktur ist elektrisch.
| I Hauptwerk C–g3 |               |       |
| 1.               | Gedacktpommer | 16′   |
| 2.               | Prinzipal     | 8′    |
| 3.               | Weitgedeckt   | 8′    |
| 4.               | Oktave        | 4′    |
| 5.               | Rohrflöte     | 4′    |
| 6.               | Flageolet     | 2′    |
| 7.               | Mixtur IV–V   | 1 ⁄3′ |
| 8.               | Trompete      | 8′    |

| II Schwellwerk C–g3 |             |        |
| 9.                  | Koppelflöte | 8′     |
| 10.                 | Salicional  | 8′     |
| 11.                 | Prinzipal   | 4′     |
| 12.                 | Nachthorn   | 4′     |
| 13.                 | Blockflöte  | 2′     |
| 14.                 | Terz        | 1 3⁄5′ |
| 15.                 | Quint       | 1 ⁄3′  |
| 16.                 | Cymbel III  |        |
| 17.                 | Krummhorn   | 8′     |
|                     | Tremulant   |        |

| Pedal C–f1 |                      |     |
| 18.        | Prinzipalbass        | 16′ |
| 19.        | Subbass              | 16′ |
|            | Zartbass (aus Nr. 1) | 16′ |
| 20.        | Oktavbass            | 8′  |
| 21.        | Gedacktbass          | 8′  |
| 22.        | Bassflöte            | 4′  |
| 23.        | Posaune              | 16′ |

- Koppeln: II/I, I/P, II/P
- Spielhilfen: eine freie Kombination, Tutti,  Crescendo